# Główny urząd pocztowy w Charkowie
Główny urząd pocztowy w Charkowie (ukr. Колишній Головпоштамт, obecnie Poczta Kolejowa nr 52) – konstruktywistyczny budynek głównego urzędu pocztowego w Charkowie zlokalizowany przy Majdanie Priwokzalnym 2, obok głównego dworca kolejowego Charków Pasażerski.

## Historia i architektura

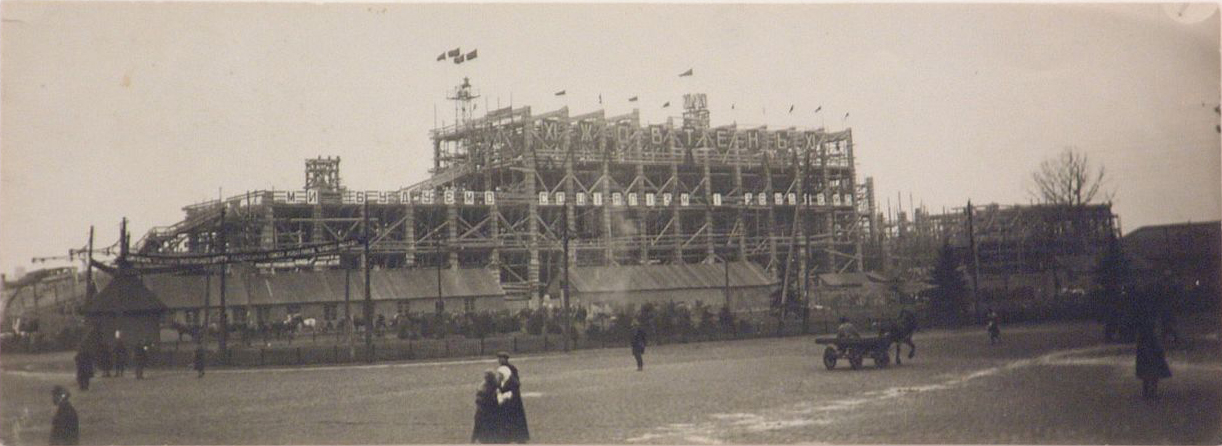
Budowa urzędu (fotografia El Lissitzky’ego z 1928)

Obiekt został wzniesiony w latach 1927–1929, po konkursie architektonicznym, według projektu Arkadija Mordwinowa (1896–1964). W latach wcześniejszych planowano wzniesienie na tej działce zespołu Derżpromu, do czego ostatecznie nie doszło – Derżprom stanął na Placu Wolności w centrum miasta. Poczta jest jednym z najlepszych przykładów charkowskiego konstruktywizmu.
Budynek ma konstrukcję żelbetową, dynamiczną fasadę, płaskie dachy, horyzontalne pasy okien organizujących wygląd zewnętrzny elewacji, jak również funkcjonalny układ pomieszczeń wewnątrz budowli. Archaizmem są natomiast cztery niewielkie balkoniki przeznaczone dla gołębi pocztowych, które w czasie budowy urzędu wychodziły już z eksploatacji.
W górnych rogach centralnej wieży z klatką schodową pierwotnie przymocowano tarcze zegarowe, których obecnie już nie ma, ale ich kontury są nadal widoczne. Lewe skrzydło budynku zajęte było przez biuro regionalne Czeka, a dziś jest to posterunek Narodowej Policji Ukrainy. Budynkowi poczty towarzyszy kompleks domów mieszkalnych dla pracowników kolei południowej, zaprojektowany przez Ołeksija Beketowa. Po zniszczeniach II wojny światowej wszystkie budynki zostały odbudowane zgodnie z projektami architektów G. Wołoszyna, E. Łymara, B. Mieziencewa.